# Super Mario Land
Super Mario Land (яп. スーパーマリオランド) — видеоигра в жанре платформер, разработанная и изданная компанией Nintendo для портативной игровой системы Game Boy. Это первый платформер с Марио, выпущенный для портативной системы. Игровой процесс схож с игрой Super Mario Bros 1985 года. Игрок в роли Марио должен пройти 12 уровней, двигаясь вправо и прыгая через платформы, избегая врагов и ловушек. В отличие от других игр про Марио, действие Super Mario Land происходит в Сарасаленде, и Марио занимается розысками принцессы Дейзи, чтобы спасти её от космического пришельца Татанги. В игре есть два shoot 'em up-уровня в стиле Gradius.
Игра была разработана подразделением Nintendo R&D1 для новой портативной системы по просьбе генерального директора Nintendo Хироси Ямаути. Это первая игра про Марио для портативной игровой системы, и первая игра, созданная без участия Сигэру Миямото. Команда разработчиков сократила элементы игрового процесса для удобства игры на приставке. Super Mario Land планировалось сделать стартовой игрой для Game Boy, однако Nintendo of America остановила свой выбор на Tetris. Игра вышла в продажу одновременно с Game Boy сначала в Японии в апреле 1989 года, а затем и по всему миру. Super Mario Land была переиздана на Nintendo 3DS через сервис Virtual Console в 2011 году.
Игра Super Mario Land получила положительные отзывы критиков, которые выразили удовлетворение переходом франшизы на Game Boy, хотя также указали на относительно короткую длительность игры. Такие выводы делались как современными обозревателями, так и в ретроспективных обзорах, где особо хвалили саундтрек. Портативная система Game Boy сразу же стала популярной, и было продано более 18 миллионов экземпляров Super Mario Land, что превысило продажи Super Mario Bros. 3. У игры появилось два продолжения: Super Mario Land 2: 6 Golden Coins и Wario Land: Super Mario Land 3, причём последняя впоследствии получила своё собственное продолжение — серию Wario Land. Super Mario Land включали в несколько списков лучших игр для Game Boy, а в серии впервые дебютировала принцесса Дейзи.

## Игровой процесс

Игровой процесс Super Mario Land, Марио находится в верхней части экрана

Super Mario Land представляет собой платформер с боковой прокруткой и является первой игрой в игровой серии Super Mario Land, которая по игровому процессу похожа на серию Super Mario Bros. Марио, управляемый игроком, продвигается к концу уровня, двигаясь вправо и прыгая по платформам. Экран по мере продвижения игрока может прокручиваться только вправо, но не может прокручиваться обратно влево, и участки уровня, которые исчезли за пределами экрана, не могут быть посещены вновь. Марио отправляется в Сарасаленд, чтобы спасти принцессу Дейзи от Татанги, злого космического пришельца. Два из двенадцати уровней игры представляют собой шутер в стиле Gradius, на которых Марио управляет подводной лодкой или самолётом и может запускать снаряды во встречных врагов, разрушаемые блоки и боссов. Уровни обычно заканчиваются дополнительным испытанием, в котором нужно добраться до второго выхода, расположенного над обычным выходом. Второй выход ведёт к бонусной мини-игре в стиле «Амидакудзи», в которой даётся от одной до трёх дополнительных жизней или бонусный цветок Superball Flower.
В отличие от большинства игр серии, события Super Mario Land разворачиваются не в Грибном королевстве, а в Сарасаленде, где всё отрисовано в стиле «line art». Главным героем выступает Марио, который в этот раз спасает дебютировавшую в этой игре принцессу Дейзи. Некоторые игровые элементы значительно отличаются от классического игрового процесса Super Mario Bros.: когда на Купу прыгают, его панцирь взрывается после небольшой задержки; вместо огненных шаров Марио кидает отскакивающие мячи, которые в инструкции называются «Супермячами» (англ. Superball); вместо грибов для получения дополнительной жизни используются сердца; вместо флагштока в конце уровня встречается испытание в виде платформенной головоломки.
По сравнению с Super Mario Bros., которая содержит 32 уровня, разделённых на 8 «миров» по 4 уровня в каждом, Super Mario Land меньше — 12 уровней, разделённых на 4 «мира» по 3 уровня в каждом. В каждом из четырёх миров игрока ждёт свой босс, а пятый, Татанга, появляется после победы над четвёртым боссом. Первые три босса можно обойти, просто дойдя до выхода, или уничтожить с помощью снарядов. На последнем уровне нет обычного выхода: двух боссов на этом уровне нужно уничтожить снарядами, чтобы закончить игру. Некоторые элементы игрового процесса были взяты из предыдущих игр серии: висящие в воздухе блоки, движущиеся платформы для преодоления пропастей, переносящие в другие места трубы, монеты, дающие дополнительную жизнь при сборе ста штук, и враги в виде Гумб. После прохождения игры доступен режим повышенной сложности с теми же уровнями, но с большим количеством врагов. При прохождении игры на повышенной сложности становится доступной возможность начать новую игру на любом уровне.

## Разработка
Игра Super Mario Land была разработана командой Nintendo R&D1 и выпущена компанией Nintendo в 1989 году в качестве стартовой игры для портативной игровой системы Game Boy. Генеральный директор Nintendo Хироси Ямаути верил в то, что увлекательные игры побуждают к покупке игровых систем, и хотел чтобы на новой портативной системе присутствовала игра с маскотом компании, Марио. Задачу поручили команде Nintendo R&D1 под руководством Гумпэя Ёкои, изобретателя Game Boy. Ранее Ёкои создал серию игровых систем Game & Watch и работал вместе со своим учеником Сигэру Миямото над игрой Donkey Kong, в которой дебютировал Марио. Super Mario Land стала четвертой игрой серии Super Mario, первой портативной игрой о Марио и первой игрой серии, созданной без участия Миямото.
Разработчики Super Mario Land решили внести в игру новые элементы, которые отличались от стандартных для серии, чтобы адаптировать её под маленький экран портативной игровой системы. Гумпэй Ёкои, руководитель R&D1, выступил в качестве продюсера, а Сатору Окада стал креативным директором. Ранее они вместе работали над играми Metroid и Kid Icarus, а затем разработали Game Boy — Ёкои занимался промышленным дизайном, а Окада — инженерной частью. Изначально Super Mario Land планировалась главной стартовой игрой для новой портативной системы, но затем Хенк Роджерс привез в Nintendo of America игру Tetris и убедил Минору Аракаву, что именно она поможет компании привлечь наибольшее количество покупателей. После этого Nintendo решила добавить Tetris в комплект к каждому экземпляру Game Boy.
Game Boy была выпущена в Японии в апреле 1989 года, в Северной Америке в июле того же года и в Европе в сентябре 1990 года, а Super Mario Land стала одной из первых игр для этой игровой системы. Официальная дата выпуска игры в Японии — 21 апреля 1989 года, а в Северной Америке она вышла уже в августе. Примерно через 22 года, 6 июня 2011 года, Super Mario Land была перевыпущена на Nintendo 3DS через сервис Virtual Console. В рамках этого издания в игре появились новые функции, такие как увеличение размера экрана на 60 процентов и дополнительная «зеленая» палитра цветов, воссоздающая эффект монохромного экрана оригинального Game Boy.

## Отзывы
| Иноязычные издания | Иноязычные издания |
| Издание            | Оценка             |
| ------------------ | ------------------ |
| CVG                | 93 %               |
| EGM                | 31/40              |
| Mean Machines      | 90 %               |
| Player One         | 98 %               |
| The Games Machine  | 94 %               |

### Продажи
После моментального успеха Game Boy, Super Mario Land стала второй по популярности игрой в Северной Америке в 1989 году, уступив только Tetris от Nintendo. В итоге Super Mario Land продалась количеством более 18 миллионов экземпляров по всему миру, что превысило продажи Super Mario Bros. 3. В Соединённых Штатах игра возглавляла чарты продаж игр для Game Boy от Babbage’s в течение двух месяцев в 1992 году, с августа по сентябрь.

### Обзоры на момент выхода
Многие критики рассматривали Super Mario Land как «уменьшенную» и укороченную версию Super Mario Bros. Во время ее выхода в 1989 году рецензенты были рады появлению портативной игры про Марио. Пол Рэнд из журнала Computer and Video Games охарактеризовал игру как «аркадный автомат в вашем кармане» и отметил «удивительную» для её размеров графику. Французский игровой журнал Player One отметил, что создатели Super Mario Land провели грамотные компромиссы, чтобы приспособить игру про Марио к портативному формату. Стив Харрис из Electronic Gaming Monthly выразил мнение, что игра «фантастическая» и в неё «очень весело играть», несмотря на короткую продолжительность. Его коллеги по изданию, Эд Семрад и Донн Науерт, назвали Super Mario Land «неоспоримо лучшей игрой на Game Boy» того периода.
Тони Мотт из Superplay утверждал, что игра продемонстрировала способность Game Boy конкурировать с другими платформами по играбельности. Мэтт Реган из Mean Machines поддержал его, отметив «превосходную играбельность». Британские издания Mean Machines и The Games Machine акцентировали внимание на большом количестве секретов, доступных для открытия в игре. Журнал Player One похвалил музыкальное оформление игры. В том же издании Super Mario Land была описана как «шедевр» и «высшая точка портативных видеоигр».

### Ретроспективные обзоры
| Сводный рейтинг    | Сводный рейтинг     |
| Агрегатор          | Оценка              |
| ------------------ | ------------------- |
| GameRankings       | 77,94 % (8 обзоров) |
| Иноязычные издания |                     |
| Издание            | Оценка              |
| Eurogamer          | 3DS: 7/10           |
| IGN                | 3DS: 7,5/10         |

Лукас Томас из IGN отметил, что и игра и сам Марио имели небольшие размеры. Отмечая небольшой экран Game Boy, Томас выразил опасения о возможном утомлении глаз у игроков. Тем не менее, Леви Бьюкенен из IGN считал, что игра не потеряла в качестве несмотря на уменьшение размера. Гас Тернер из Complex описал графику как «простую», а обозреватель Official Nintendo Magazine назвал игру «смехотворно короткой». Eurogamer писал что игру можно пройти менее чем за час.
Гас Тернер из Complex отметил, что игра обладает характерными для этой серии атрибутами: забавой, интуитивностью и сложностью. Крис Шиллинг из Eurogamer назвал саундтрек, написанный Хирокадзу Танакой, «бесспорно одним из величайших», а Official Nintendo Magazine включил его в список «лучших музыкальных произведений в истории видеоигр». Eurogamer и Complex также высоко оценили музыкальное сопровождение игры.

## Наследие
Игра стала первой в серии портативных игр Super Mario Land. В Super Mario Land 2: 6 Golden Coins был добавлен нелинейный игровой мир и представлен злодей по имени Варио — «злой близнец» Марио. В третьей игре серии, Wario Land: Super Mario Land 3, был заложен фундамент для создания отдельной франшизы Wario. Спустя 19 лет, в 2011 году, Super Mario 3D Land для Nintendo 3DS стала первой игрой с Марио в стереоскопическом 3D. Однако Одри Дрейк из IGN отметила, что ни Wario Land, ни Super Mario 3D Land не могут считаться «полноправными продолжениями» и что последняя больше напоминает «Super Mario Bros. 3 с влиянием Mario Galaxy», чем продолжение Super Mario Land 2.
В ретроспективных обзорах утверждается, что Super Mario Land запомнилась игрокам за свои уменьшенные элементы серии Super Mario и «неожиданные изменения почти в каждом характерном атрибуте Марио». Многие нововведения этой игры впоследствии не были повторно использованы в серии, что сделало Super Mario Land необычной среди прочих игр этого цикла, или, как описал это Томас из IGN, «единственной нестандартной игрой». Марк Никс из IGN писал в своём ретроспективном обзоре, что Super Mario Land стала единственной неоригинальной игрой серии, где вместо «оригинального до невозможности» Грибного Королевства представлены «странные пустоты белого цвета» и НЛО. Журнал Mean Machines также был озадачен тематикой пришельцев, простотой игры и низким временем отклика экрана. Трэвис Фаас из IGN отметил, что игра не была столь «амбициозной», как Super Mario Bros. 3. Обозреватель Mean Machines утверждал, что это не была «настоящая игра про Марио», и она не заслуживала первоначально высокой оценки, а в ретроспективе «не является классикой». Глен Фокс из Nintendo Life согласился с этим, отметив, что игра в своё время произвела впечатление, но не состарилась так же хорошо, как другие игры о Марио.
По словам Шиллинга из Eurogamer, Марио в игре был не таким, как обычно — он стал легче и его было труднее остановить, а сама игра казалась «радикальной и уникальной» из-за рискованных нововведений. Томас из IGN обратил внимание на несвойственные для серии элементы геймплея, такие как уровни со стрельбой, взрывающиеся панциря Куп, негаснущие огненные шары и сюжет, не связанный с принцессой Пич. Это он объяснил отсутствием активного участия Сигэру Миямото, создателя Марио, в процессе разработки игры. В то же время Шиллинг из Eurogamer отнес эти новшества к техническим ограничениям Game Boy. Ему были непонятны новые враги, такие как сфинкс, морской конек и головы Моаи, а взрывающиеся панцири Куп он расценил как «жестокую шутку», которая была не в духе основного игрового процесса серии. Уровни со стрельбой, впервые появившиеся в Super Mario Land, больше не встречались в последующих играх серии, за исключением игр серии Maker. В последующих играх серии, включая Super Mario Land 2, было решено отказаться от уменьшенного масштаба игры и вернуться к классическим огненным шарам.
Super Mario Land была включена в несколько рейтингов лучших игр для Game Boy. Official Nintendo Magazine в своем списке ста лучших игр Nintendo расположил эту игру на 73 месте. Принцесса Дейзи, впервые появившаяся в Super Mario Land, в дальнейшем стала персонажем спортивных и гоночных игр серии Mario.